# 谷口真依子
谷口 真依子（たにぐち まいこ、1978年 - ）は、日本の建築家。ニジアーキテクツ一級建築士事務所 代表（原田将史と共同）。
グッドデザイン賞、イソバンドデザインコンテスト審査員賞、竹山実賞など受賞。

## 概要
- パートナーは建築家の原田将史。

## 略歴
- 1978年 - 兵庫県神戸市生まれ
- 1997年 - 武庫川女子大学附属高等学校卒
- 2001年 - 武庫川女子大学　文学部英米文学科卒
- 2007年 - 大阪府公共建築設計コンクール最優秀作品賞　受賞
- 2007年 - 菅匡史建築研究所　勤務
- 2009年 - アトリエ・天工人　勤務
- 2010年 - 椎名英三建築設計事務所　勤務
- 2014年 - 原田将史と共同し、ニジアーキテクツ　設立
- 2015年 - 株式会社家根源　取締役
- 2018年   日本建築設計学会「ARCHITECTS OF THE YEAR 2018」受賞（鷹番の長屋）
- 2019年 ARCASIA（アジア建築家評議会）主催  「ARCHITECTURE ASIA AWARDS FOR EMERGING ARCHITECTS　2019」受賞（扉の家）
- 2025年  第51回東京建築賞　住宅部門最優秀賞　受賞

## 主な作品
- 2013年 牛窓の食堂 (岡山県)
- 2014年 LGS HOUSE #01/ボーダーの家（東京都）
- 2014年 鷹番の長屋（東京都）
- 2015年 窓のフィットネスクラブ / OG Wellness Field 青山（東京都）
- 2016年 窓のオフィス / オージー技研埼玉支店（埼玉県）
- 2016年 連箱の家（神奈川県）
- 2017年 扉の家（東京都）
- 2022年 東京都立新宿高等学校 館山寮（千葉県）
- 2022年 段の家（東京都）
- 2022年 段庭の家（東京都）